# Katholisch-Willenroth
Katholisch-Willenroth ist neben Ahl, Alsberg, Bad Soden, Hausen, Eckardroth, Kerbersdorf, Mernes, Romsthal, Salmünster und Wahlert ein Stadtteil von Bad Soden-Salmünster im osthessischen Main-Kinzig-Kreis.

## Geografie

### Geografische Lage
Katholisch-Willenroth liegt auf einer Höhe von 305 m über NHN, 13,4 km südwestlich von Schlüchtern, am südlichen Vogelsberg, der dort in die Ebene des Kinzigtals übergeht.

### Nachbarorte
Nachbarorte im Uhrzeigersinn sind: der zum Ortsteil zählende Weiler Schönhof, das zur Gemeinde Steinau an der Straße gehörige Sarrod, die drei Ortsteile Kerbersdorf, Eckardroth und Wahlert, der Brachttaler Ortsteil Udenhain und die Birsteiner Ortsteile Untersotzbach und Obersotzbach.
| Untersotzbach Obersotzbach | Schönhof                                    | Sarrod     |
|                            | Kompassrose, die auf Nachbargemeinden zeigt | Eckardroth |
| Udenhain                   |                                             | Wahlert    |

## Geschichte

### Ortsname
Leichter als aus der aktuellen Namensform mit „…roth“, lässt sich der Ursprung des Ortes als einer Rodungsinsel, bei der Rückverfolgung der historischen Namensentwicklung von „…rod“ verfolgen. In erhaltenen Urkunden wurde Katholisch-Willenroth unter den folgenden Namen erwähnt (in Klammern das Jahr der Erwähnung):
- Wilnrode (1339)
- Wilroda (1589)
- Willerodt (1668)
- Katholisch Wullenroth (1770)
- Katholischwüllenroth (1840/61)[3].

### Mittelalter
Die älteste erhalten gebliebene urkundliche Erwähnung als Wilnrode stammt aus dem Jahr 1339, als der Abt von Fulda, Heinrich VI. von Hohenberg, das Dorf zu Willenroth als Lehen an die von Hutten gibt. Zunächst war das Dorf nach Soden oder Salmünster eingepfarrt, später dann eine Filiale der Pfarrgemeinde von Romsthal.

### Neuzeit
Nachdem die Herren von Hutten das Amt Hausen 1540 an das Kurfürstentum Mainz verkauft hatten, mussten sie 1558 diesem auch die Landeshoheit über den Ort zugestehen. 1706 verkaufte Mainz das bisher zum Amt Hausen gehörige Willenroth an die Grafschaft Isenburg, wo es dem Amt Birstein zugeordnet wurde. Die Einwohner setzten durch, auch unter der neuen evangelischen Landesherrschaft ihr katholisches Bekenntnis beibehalten zu dürfen. So kam „Katholisch“ offiziell in den Ortsnamen. Seit 1787 gehörte es zum Fürstentum Isenburg-Birstein, wo es dem Gericht Reichenbach zugeordnet war. Nach Mediatisierung der Isenburger Lande kam es an das Kurfürstentum Hessen, wo 1821 eine Verwaltungsreform stattfand, die Kurhessen in vier Provinzen und 22 Kreise einteilte. Katholisch-Willenroth kam dabei zum Kreis Salmünster, 1830 zum Kreis Gelnhausen, 1848 zum Bezirk Hanau und 1851 wieder zum Kreis Gelnhausen. 1866 wurde das Kurfürstentum nach dem Preußisch-Österreichischen Krieg von Preußen annektiert, Katholisch-Willenroth also preußisch.

### Gebietsreform
Im Vorfeld der Gebietsreform in Hessen wurde die Gemeinde Katholisch-Willenroth, bis dahin noch Landkreis Gelnhausen, am 1. Juli 1972 in die Stadt Salmünster im Landkreis Schlüchtern eingegliedert.  Am 1. Juli 1974 wurde Bad Soden mit der Stadt Salmünster kraft Landesgesetz zur neuen Stadt Bad Soden-Salmünster zusammengeschlossen und wechselte zeitgleich in den neu gebildeten Main-Kinzig-Kreis. Für Katholisch-Willenroth wurde ein Ortsbezirk mit Ortsbeirat und Ortsvorsteher eingerichtet.

### Einwohnerentwicklung
Quelle: Historisches Ortslexikon
| • 1668: | 09 Herdstätten mit 52 Personen |
| • 1770: | 18 Haushaltungen               |

| Katholisch-Willenroth: Einwohnerzahlen von 1834 bis 1970 | Katholisch-Willenroth: Einwohnerzahlen von 1834 bis 1970 | Katholisch-Willenroth: Einwohnerzahlen von 1834 bis 1970 | Katholisch-Willenroth: Einwohnerzahlen von 1834 bis 1970 | Katholisch-Willenroth: Einwohnerzahlen von 1834 bis 1970 |
| --- | -------------------------------------------------------- | -------------------------------------------------------- | -------------------------------------------------------- | -------------------------------------------------------- |
| Jahr |                                                          |                                                          |                                                          | Einwohner                                                |
| 1834 | 1834                                                     |                                                          | 226                                                      | 226                                                      |
| 1840 | 1840                                                     |                                                          | 203                                                      | 203                                                      |
| 1846 | 1846                                                     |                                                          | 231                                                      | 231                                                      |
| 1852 | 1852                                                     |                                                          | 204                                                      | 204                                                      |
| 1858 | 1858                                                     |                                                          | 233                                                      | 233                                                      |
| 1864 | 1864                                                     |                                                          | 218                                                      | 218                                                      |
| 1871 | 1871                                                     |                                                          | 239                                                      | 239                                                      |
| 1875 | 1875                                                     |                                                          | 254                                                      | 254                                                      |
| 1885 | 1885                                                     |                                                          | 225                                                      | 225                                                      |
| 1895 | 1895                                                     |                                                          | 227                                                      | 227                                                      |
| 1905 | 1905                                                     |                                                          | 228                                                      | 228                                                      |
| 1910 | 1910                                                     |                                                          | 233                                                      | 233                                                      |
| 1925 | 1925                                                     |                                                          | 227                                                      | 227                                                      |
| 1939 | 1939                                                     |                                                          | 224                                                      | 224                                                      |
| 1946 | 1946                                                     |                                                          | 306                                                      | 306                                                      |
| 1950 | 1950                                                     |                                                          | 312                                                      | 312                                                      |
| 1956 | 1956                                                     |                                                          | 250                                                      | 250                                                      |
| 1961 | 1961                                                     |                                                          | 226                                                      | 226                                                      |
| 1967 | 1967                                                     |                                                          | 237                                                      | 237                                                      |
| 1970 | 1970                                                     |                                                          | 243                                                      | 243                                                      |
| Datenquelle: Historisches Gemeindeverzeichnis für Hessen: Die Bevölkerung der Gemeinden 1834 bis 1967. Wiesbaden: Hessisches Statistisches Landesamt, 1968. Weitere Quellen: |                                                          |                                                          |                                                          |                                                          |

### Religionszugehörigkeit
Quelle: Historisches Ortslexikon
| • 1885: | 30 evangelische (= 13,33 %), 195 katholische (= 86,67 %) Einwohner |
| • 1961: | 28 evangelische (= 12,39 %), 198 katholische (= 87,61 %) Einwohner |

## Politik

### Ortsbeirat
In Katholisch-Willenroth besteht, ebenso wie in allen anderen Stadtteilen von Bad Soden-Salmünster, ein Ortsbezirk nach der Hessischen Gemeindeordnung. Im Ortsbeirat ist die FWKW mit 5 von 5 Sitzen vertreten. Ortsvorsteherin ist Verena Schade.

## Verkehr und Infrastruktur

### Verkehrsanbindung

#### Straße
Katholisch-Willenroth ist über L3443 nach Süd-Westen mit der Nachbargemeinde Udenhain, über die L3196 nach Nord-Westen hin mit Untersotzbach und weiter mit Birstein an der B276, sowie nach Osten mit den Ortsteilen Eckardroth, Romsthal und Wahlert verbunden und weiter über die L 3178 zum Autobahnanschluss Bad Soden-Salmünster (AS 46) der Autobahn A 66, die nach Frankfurt und Fulda hin führt.

#### Bahn
Der nächste Bahnhof ist der Bahnhof Bad Soden-Salmünster. Er hat eine stündliche Verbindung durch den Regionalexpress RE 50, Fulda (Abfahrt X:15) ↔ Frankfurt (Abfahrt X:41). Der nächste behindertengerechte Bahnhof liegt in Wächtersbach.

### Freiwillige Feuerwehr Katholisch-Willenroth
Die Freiwillige Feuerwehr Katholisch-Willenroth wurde 1968 gegründet, die Jugendfeuerwehr im Ort besteht seit dem 18. März 1977.
Die Personalstärke der Einsatzabteilung beträgt 20 Personen, die der Jugendfeuerwehr 9 Personen.
Die Einsatz- und Gefahrenschwerpunkte der Freiwilligen Feuerwehr Katholisch-Willenroth sind:
- Biogasanlage,
- Jugendherberge – Waldschule,
- Aussiedlerhöfe,
- Niedriger Wasserdruck im Ortsnetz.

## Kultur und Sehenswürdigkeiten

### Schulen

#### Grundschule
1840/41 wurde in Katholisch-Willenroth eine erste Schule errichtet. Später wurden die Kinder im benachbarten Romsthal eingeschult, heute ist es die Verbundschule Romsthal Kerbersdorf.

#### Weiterführende Schulen
In Salmünster befindet sich mit der Henry-Harnischfeger-Schule eine integrierte Gesamtschule, die für das gesamte Umland zuständig ist.
Andere, weiterführende Schulen sind die Friedrich-August-Genth-Schule, eine (Kooperative Gesamtschule) in Wächtersbach und das Grimmelshausen-Gymnasium in Gelnhausen.

### Kirche
Da es im Ort noch keine Kirche gab, wurde in Katholisch-Willenroth beim Bau einer Schule, 1840/41, darin auch eine kleine Kapelle integriert. Bemühungen seit 1925, einen größeren Andachtsraum zu errichten, führten schließlich am 15. August 1934 zur Grundsteinlegung für eine neue Kirche. Kurz vor Weihnachten d. J. war der Rohbau bereits fertig gestellt worden. Dank einer finanziellen Unterstützung aus den Vereinigten Staaten, die im Namen eines Sohnes des Ortes, des Franziskaner-Paters Aloysius Lauer erfolgte, konnte die Kirche am 1. September 1935 zu Ehren der hl. Elisabeth geweiht werden. 1936 wurde die Kirchenausstattung durch Anbringung eines St. Elisabeth-Gemäldes über der Sakristeitür abgeschlossen.
1974 wurde die Kirche komplette renoviert.
Heute ist die St. Elisabeth-Kirche eine Filialkirche der Katholischen Kirche St. Franziskus in Romsthal.

### Vereine
- SG 1978 Huttengrund Fußballverein
- Reitsportgemeinschaft Huttengrund e.V.
- Ski- und Wanderclub Huttengrund 1986 e.V.

## Persönlichkeiten

### Töchter und Söhne des Ortes
- Pater Aloysius Lauer, (* 1833 - † 1901), erster deutscher Generaloberer des Franziskaner-Ordens. Seine Persönlichkeit und seine in den USA erworbene Reputation sorgten für reichlich Spenden, die der Fertigstellung der St. Elisabeth-Kirche dienten.